# Parmova ulica, Ljubljana
Parmova ulica je ena izmed ulic za Bežigradom (Mestna občina Ljubljana). Odsek med ulico Bežigrad in Samovo ulico predstavlja eno izmed alternativnih povezav Šiške in centra mesta.

## Poimenovanje
Ulica je bila uradno poimenovana po skladatelju Viktorju Parmi in po šahovskem velemojstru Bruno Parmi.

## Urbanizem
Prične se v križišču s Samovo in Podmilščakovo ulico, konča pa se v slepi Kurilniški ulici.
Z zahoda se nanjo priključita dve ulici, in sicer Borutova in Bratov Židan, z vzhodne strani pa Lavričeva, Einspilerjeva°, Bežigrad°, Trstenjakova, Jakšičeva, Smoletova, Livarskaº in Likozarjeva.
° - pomeni ulice, ki imajo prometno povezavo z Dunajsko cesto.
Ob ulici se nahajajo Železniški muzej Slovenskih železnic, stavba Zavoda za zaposlovanje Območne službe Ljubljana, Dermatološki center Parmova ...

## Javni potniški promet
Po delu Parmove ulice poteka trasa mestne avtobusne linije št. 14. Na ulici je eno postajališče mestnega potniškega prometa.

### Postajališče MPP
| postajališče        | št. linije |
| ------------------- | ---------- |
| 101061 Bratov Židan | 14         |

| postajališče        | št. linije |
| ------------------- | ---------- |
| 101062 Bratov Židan | 14         |